# Chiesa dei Santi Jacopo e Cristoforo
La chiesa dei Santi Jacopo e Cristoforo si trova a Tripalle, frazione del comune di Crespina Lorenzana, in provincia di Pisa.

## Descrizione
Nella chiesa è conservata una trecentesca Madonna con il Bambino e i Santi torpè e Antonio, attribuita al pisano Neri di Nello.